# Тарасова улица (Санкт-Петербург)
Тара́сова улица — улица в Красногвардейском районе Санкт-Петербурга. Соединяет Большеохтинский и Среднеохтинский проспекты параллельно Панфиловой улице в 375 метрах к северу от впадения Охты в Неву. Протяжённость улицы — 270 метров.

## История
Улица известна с 1828 года. Предположительно, названа по фамилии одного из плотников, застраивавших район Большая Охта в начале XIX века.

## Здания и сооружения
Нечётная сторона:
- дом 9 — Муниципальное образование МО № 33 Красногвардейского района
- дом 11 — клуб «Факел»

Чётная сторона:
- дом 8 — жилищное агентство Красногвардейского района; ГУ (ГУЖА Красногвардейского района)

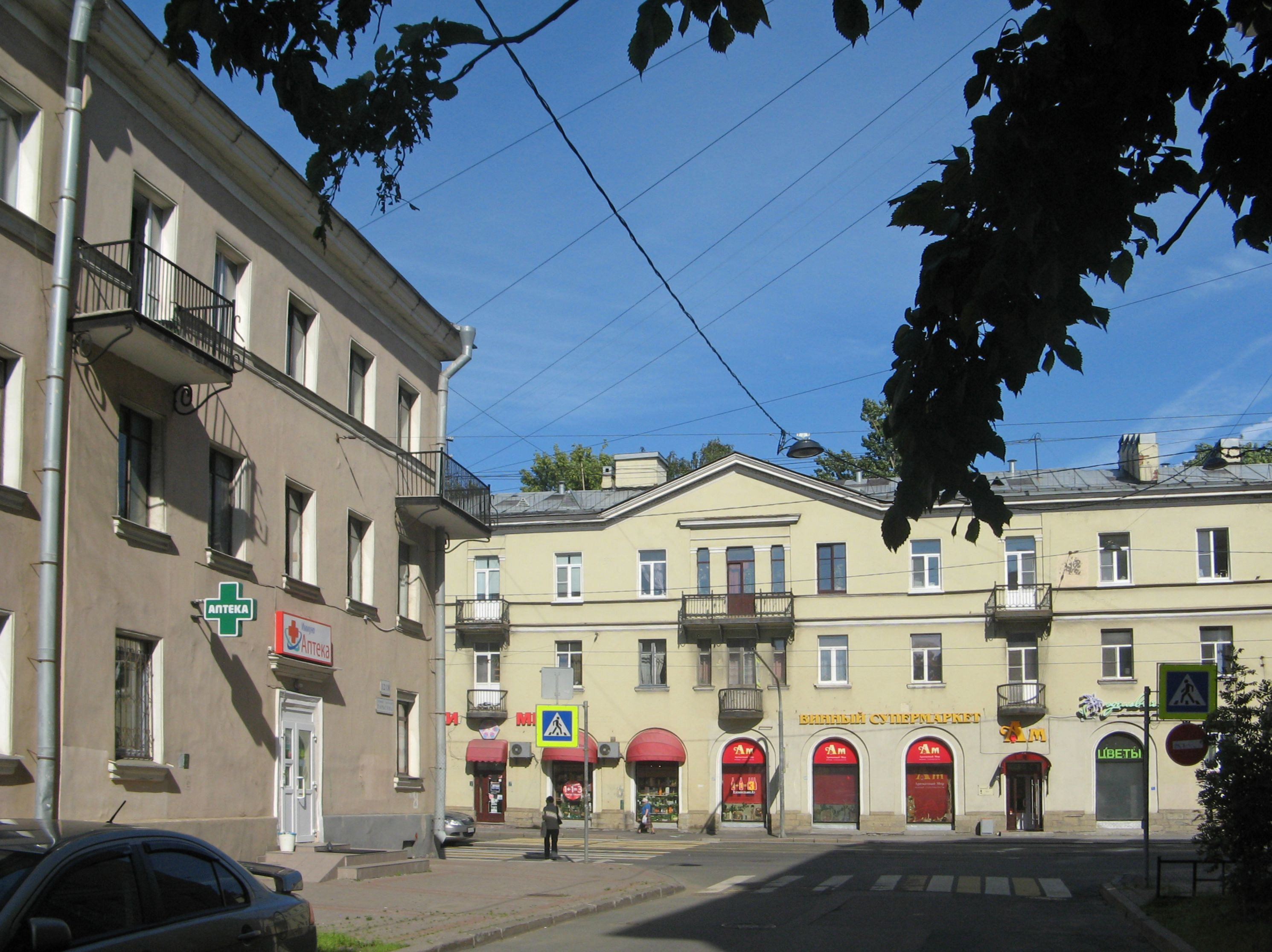
Тарасова улица у Среднеохтинского проспекта

## Транспорт
- Автобусы:

1. На Большеохтинском проспекте: № 22, 105, 181, 295
2. На Среднеохтинском проспекте: № 15, 22, 136, 174, 181, 183, 206, 290

- Станция метро «Новочеркасская» (2300 м)
- Ладожский вокзал (2600 м)

## Пересечения
Тарасова улица пересекает следующие улицы (с запада на восток):
- Большеохтинский проспект
- Среднеохтинский проспект

## Интересные факты
Улица Егорова, расположенная в Адмиралтейском районе, ранее носила название Тарасов переулок.